# Camellia reticulata
Camellia reticulata) es una especie de Camellia nativa del sudoeste de China, en la provincia de Yunnan. La población silvestre está restringida a  los bosques de montaña en el oeste y centro de Yunnan.

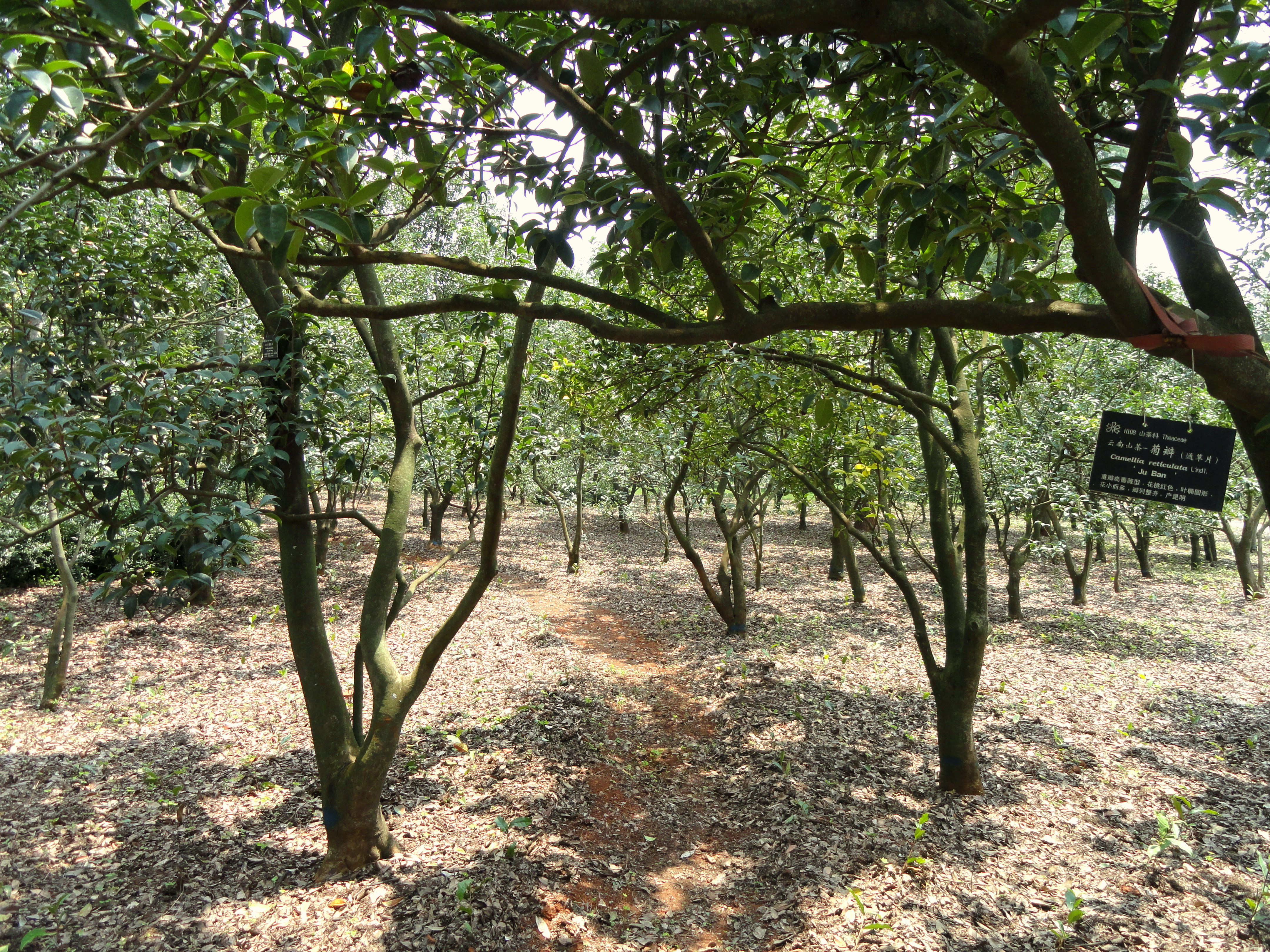
Vista de la planta

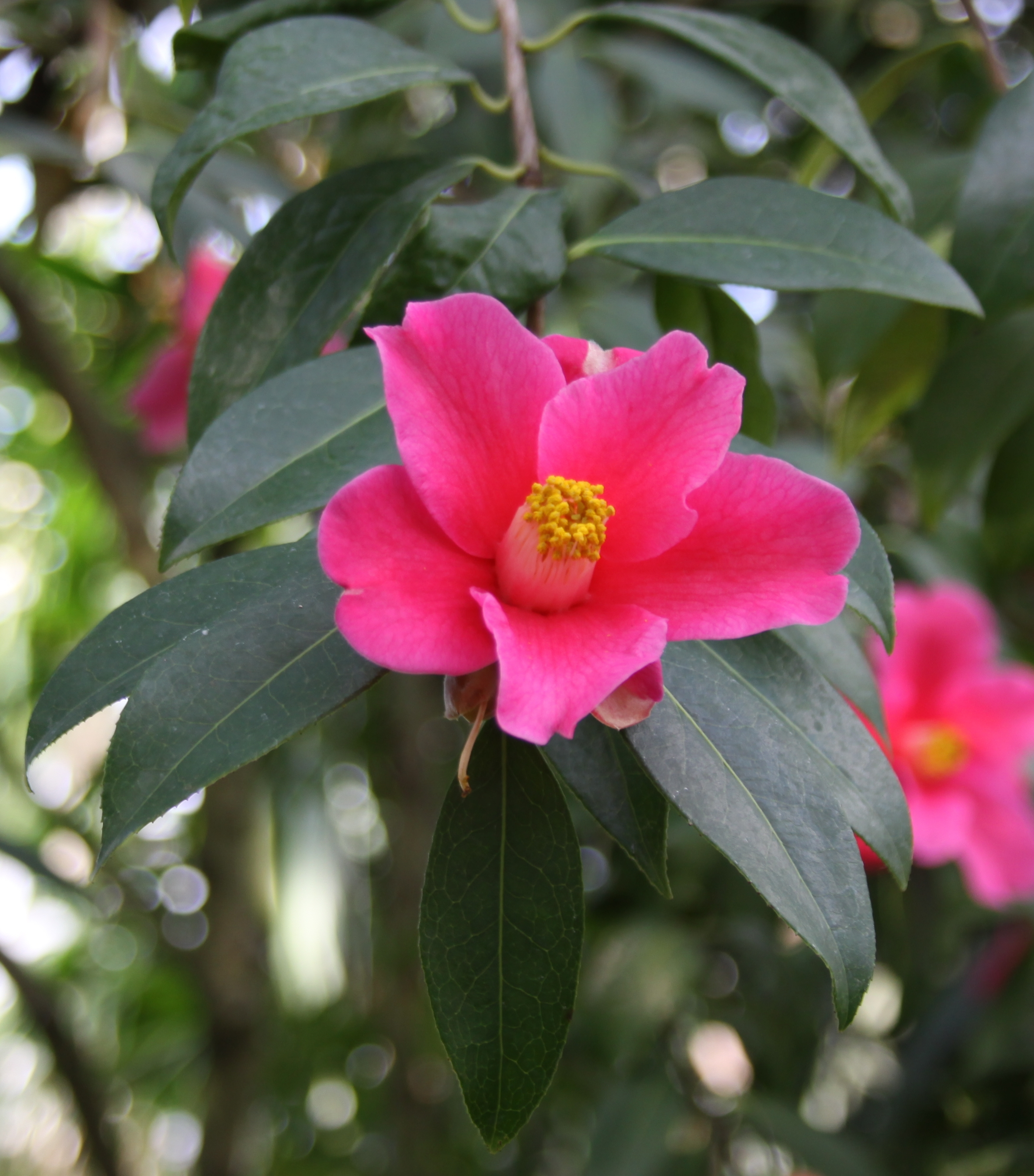
Planta con flor

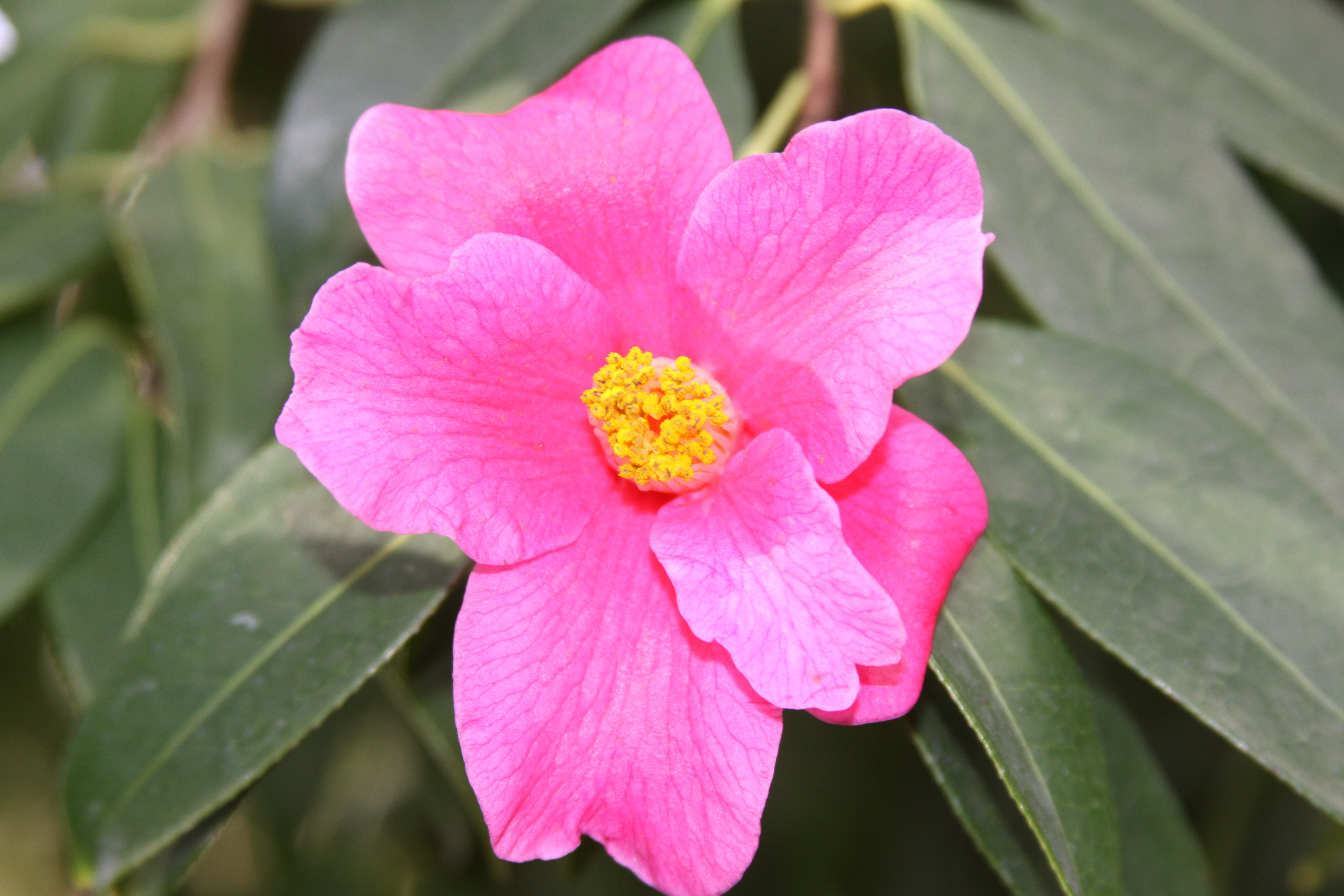
Detalle de la flor

## Descripción
Es un arbusto o árbol pequeño, que puede alcanzar hasta los 10-15 metros de altura. Las hojas son elípticas a oblongo-elípticas, de 5-11 cm de largo y 4-5.5 cm de ancho.  La venación es oscura.  Las flores tienen 6-10 cm de diámetro, son de color rosa suave a rosa fuerte, con 5-11 pétalos. Son terminales o axilares; florece de enero a marzo en el sureste de China. El fruto es una cápsula de aproximadamente 3,6 cm de largo y 4,6 cm de diámetro.

## Usos
Es el emblema floral de Yunnan. Se ha cultivado en su larga historia, tanto por el aceite de camelia como por su valor como planta ornamental.

## Taxonomía
Camellia reticulata fue descrita por John Lindley  y publicado en Botanical Register; consisting of coloured . . . 13: , pl. 1078. 1827.
Etimología
Camellia: nombre genérico otorgado en honor del botánico y misionero jesuita del siglo XVII, Jiří Josef Camel (también conocido como Camellus), que fue el primero en describirlas e ilustrarlas después de un viaje a Filipinas a bordo de un galeón español. Carlos Linneo nombró a este género en su honor.
reticulata: epíteto latino que significa "con retículas".
Sinonimia
- Camellia albescens Hung T.Chang
- Camellia albosericea Hung T. Chang
- Camellia albovillosa Hu ex Hung T. Chang
- Camellia bailinshanica Hung T. Chang, et al.
- Camellia bambusifolia Hung T. Chang, H.S.Liu & Y.Z.Zhang
- Camellia borealiyunnanica Hung T. Chang
- Camellia brevicolumna Hung T. Chang, H.S. Liu & Y.Z. Zhang
- Camellia brevigyna Hung T. Chang
- Camellia brevipetiolata Hung T. Chang
- Camellia chunii (Hung T. Chang) Hung T. Chang
- Camellia chunii var. pentaphylax Hung T. Chang
- Camellia heterophylla Hu
- Camellia jinshajiangica Hung T. Chang
- Camellia kangdianica Hung T. Chang, et al.
- Camellia kweichowensis Hung T. Chang
- Camellia oligophlebia Hung T. Chang
- Camellia paucipetala Hung T. Chang
- Camellia pentapetala Hung T. Chang
- Camellia pentaphylacoides Hung T. Chang
- Camellia pentaphylax Hung T. Chang
- Camellia pitardii var. yunnanica Sealy
- Camellia stichoclada Hung T. Chang
- Camellia subliberopetala Hung T. Chang
- Camellia xichangensis Hung T. Chang
- Camellia xylocarpa (Hu) Hung T. Chang
- Desmitus reticulata (Lindl.) Raf.
- Thea reticulata (Lindl.) Pierre
- Yunnanea xylocarpa Hu[7]